# 윌리엄 워즈워스
윌리엄 워즈워스(William Wordsworth, 1770년 4월 7일 ~ 1850년 4월 23일)는 새뮤얼 테일러 콜리지와 함께 쓴 《서정 담시집》으로 영문학에 있어 낭만주의를 개창하는데 기여한 영국의 중요한 낭만주의 시인이다.
워즈워스의 걸작을 고르자면, 그가 수차례 수정하고 덧붙인, 자신의 유년시절에 관한 반자전적인 시집인 《서곡》이 대체로 거론된다. 이 시집은 “콜리지에게 바치는 시”로 일반적으로 알려지기 전, 워즈워스가 죽은 해에 아내가 제목을 짓고 출판했다. 워즈워스는 1843년부터 흉막염으로 사망한 1850년 4월 23일까지 영국의 계관시인이었다.
워즈워스는 1770년 잉글랜드 호수 지방의 아름다운 코커머스에서 다섯 형제 중 둘째로 태어났다. 1778년 어머니의 사망과 함께, 아버지는 그를 학교로 보내지만, 법률가였던 아버지도 1783년에 세상을 떠난다. 고독한 소년 시절을 보내지만, 자연의 아름다움이 그의 마음에 위안이 되었다. 어린 시절 자연 속에서 자라, 후에 전원시를 쓰는 데 많은 도움이 되었다. 1787년 워즈워스는 케임브리지 대학의 세인트 존스 칼리지에 입학한다. 1790년 프랑스로 건너가 프랑스 혁명의 열광 속에서 혁명을 옹호했지만, 후년은 보수적으로 기울어져 갔다. 워즈워스는 프랑스 여자인 아네트 발롱과 사랑에 빠져 1792년에 딸을 출산하지만, 경제적인 이유 등으로 혼자 영국에 귀국한다.
워즈워스는 1797년에 콜리지와 사귀면서 많은 영향을 받았다. 같은 해 여동생 도로시와 함께 콜리지네 집 근처로 이사한다. 이듬해 두 시인은 공동 시집 《서정 담시집》을 발표하여 영국 낭만주의의 중심이 되었다. 1798년에서 1799년 사이 겨울, 워즈워스는 도로시와 함께 독일을 여행하면서 고독과 정신적인 압박에도 불구하고, 나중에 《서곡》이라는 제목의 자전적 작품과 《루시 시편》같은 그의 대표작들을 쓰기 시작한다. 영국에 귀국한 워즈워스는 호수 지방에 새 보금자리를 마련한다. 그곳은 바로 시인 로버트 사우디의 집 근처였다. 그리하여 워즈워스, 사우지, 콜리지는 "호수 시인"들로 알려지게 된다. 그러나 이 시기 워즈워스가 쓴 시의 주제는 주로 죽음과 이별, 인내와 슬픔에 관한 것이었다. 1802년 아네트의 딸 카롤린을 만나기 위해 워즈워스는 여동생 도로시와 함께 프랑스를 여행한다.
워즈워스는 자연의 미묘한 아름다움을 깊이 관찰하고 사랑과 고요함을 노래하여 영국의 낭만주의를 대표했다. 그는 또한 1843년 영국의 계관 시인이 되는 영광을 누렸다. 워즈워스의 작품으로 시집 《서정 담시집》, 《루시 시편》, 《서곡》, 《대륙 여행의 추억》 등이 있다.

## 생애

### 유년시절
윌리엄 워즈워스는 1770년 4월 7일 호수 지방이라고도 알려진 북서부 잉글랜드의 경치 좋은 지역 중 하나인 컴벌랜드 코커머스에 위치한 지금의 워즈워스 하우스에서 존 워즈워스와 앤 쿡슨의 다섯 자식들 중 둘째로 태어났다. 윌리엄이 일생에 걸쳐 가장 가깝게 지낸 누이로, 시인이며 일기작가였던 도로시 워즈워스는 그가 태어난 다음 해에 태어났으며, 같은 날 함께 세례를 받았다.
나머지 세 명의 형제들로는 후에 변호사가 되는 장남 리처드, 도로시 다음으로 태어난 네 번째 자식으로 훗날 선박 ‘얼 오브 애버거베니(Earl of Abergavenny)’의 선장으로 1805년 잉글랜드 남쪽 해안에서 난파 사고를 당해서 사망한 존, 나중에 교회에 들어가 케임브리지 트리니티 칼리지의 학장이 되는 막내 크리스토퍼가 있었다. 워즈워스의 아버지는 초대 론즈데일 백작 제임스 로우더의 법정 대리인이었으며, 백작과의 연분으로 작은 마을의 저택에서 살았다. 그가 일 때문에 자주 집에 들어오지 못한 고로, 어린 윌리엄을 비롯한 자식들은 아버지와 서먹서먹했으며 1783년 아버지가 죽을 때까지 서로 데면데면하게 지냈다. 하지만 아버지는 윌리엄에게 독서하길 권하였고 특히 윌리엄에게 밀턴, 세익스피어, 스펜서의 시를 기억하게끔 해주었으며, 윌리엄은 아버지의 서재를 쓰는 것 역시 허락받았다. 윌리엄은 컴벌랜드 펜리스에 있는 외조부모 댁에서 시간을 보내기도 했는데 그 곳에 살던 외조부모나 삼촌하고는 사이가 썩 좋지 않았다. 외가 친척들과의 불화는 윌리엄에게 자살을 생각하게 만들 지경이었다.
윌리엄은 어머니로부터 읽는 법을 배웠으며, 처음에는 코커머스의 그닥 좋지 않은 작은 학교에 다니다가, 상류층 자녀들을 위한 펜리스의 학교로 전학을 갔고, 그곳에서 윌리엄은 학생들에게 부활절, 오월제(May Day)와 팬케이크 데이(Shrove Tuesday)같은 축제를 통해 공부와 지역의 전통을 알려주려 노력한 앤 버케트에게서 가르침을 받았다. 윌리엄은 성경과 스펙테이터(Spectator)를 통해 교육을 받았으나 그 이외로는 배우지 못했다. 윌리엄은 바로 펜리스의 학교에서 훗날 자신의 아내가 될 메리와 허치슨가의 사람들을 만나게 된다.
윌리엄의 어머니가 사망한 1778년, 아버지는 윌리엄을 랭카셔(현재의 컴브리아)의 호크셰드 그래머 스쿨에 보냈고, 도로시는 요크셔의 친척과 함께 살도록 보냈다. 도로시와 윌리엄은 9년동안 만나지 못했다.
윌리엄은 1787년 <더 유러피언 매거진>에 소네트를 게재하면서 작가로 등단했다. 같은 해 그는 케임브리지 세인트 존스 칼리지에 다니기 시작했고, 1791년 문학사 학위를 받았다. 윌리엄은 캐임브리지 첫 재학 시절 여름방학 두 차례에 호크셰드로 돌아갔고 그 이후로는 방학 때 보통 도보여행을 하며 미려한 경관으로 유명한 곳들을 다녔다. 윌리엄은 1790년 유럽으로 도보여행을 떠나 알프스 산맥과 그 주변의 프랑스, 스위스, 이탈리아 지역을 둘러보았다.

### 아네트 발롱과의 관계
1791년 11월, 워즈워스는 혁명기의 프랑스에 방문했으며 공화파 운동에 매료되었다. 워즈워스는 그곳에서 프랑스 여자 아네트 발롱과 사랑에 빠지고, 결국 아네트는 1792년 워즈워스의 딸 카롤린을 낳는다. 금전 문제와 더불어 긴박하던 영불관계는 워즈워스를 다음 해에 혼자 영국으로 돌아갈 수 밖에 없게끔 만들었다. 영국으로 돌아온 것과 그 뒤로 보인 행동들은 워즈워스가 아네트와 진정 결혼하고자 했는지 의문을 불러왔으나, 그는 이후로 아네트와 그녀의 딸을 최선을 다해 도와줬다.
워즈워스는 공포의 시대로 인하여 프랑스 혁명에서 심한 환멸을 느꼈으며, 영국과 프랑스간 군사적 충돌이 일어나게 된 고로 그는 몇 년간 아네트와 자신의 딸을 볼 수 없었다. 아미앵 조약으로 프랑스로 가는 것이 마침내 허용되자 1802년 워즈워스와 누이 도로시는 칼레에서 아네트와 카롤린을 만나러 갔다. 워즈워스는 둘을 만나러 가면서 아네트에게 자신과 메리 허치슨이 곧 결혼한다는 것을 말해주고자 했다. 워즈워스는 이전까지 한번도 보지 못한 아홉 살 배기의 딸 카롤린을 만나서 딸과 바닷가를 걷던 것을 회상한 <It is a beauteous evening, calm and free>라는 소네트를 썼다. 메리는 워즈워스가 카롤린에게 더 잘해줬어야 했다고 걱정했다. 1816년 딸 카롤린이 결혼하자 워즈워스는 딸에게 1년에 30 파운드(2000년도 기준으로 환산하면 1360 파운드)씩을 주었는데, 1835년까지 계속 주다가 그 후로는 원금 지불로 대체했다.

### 첫 출판과 서정 담시집

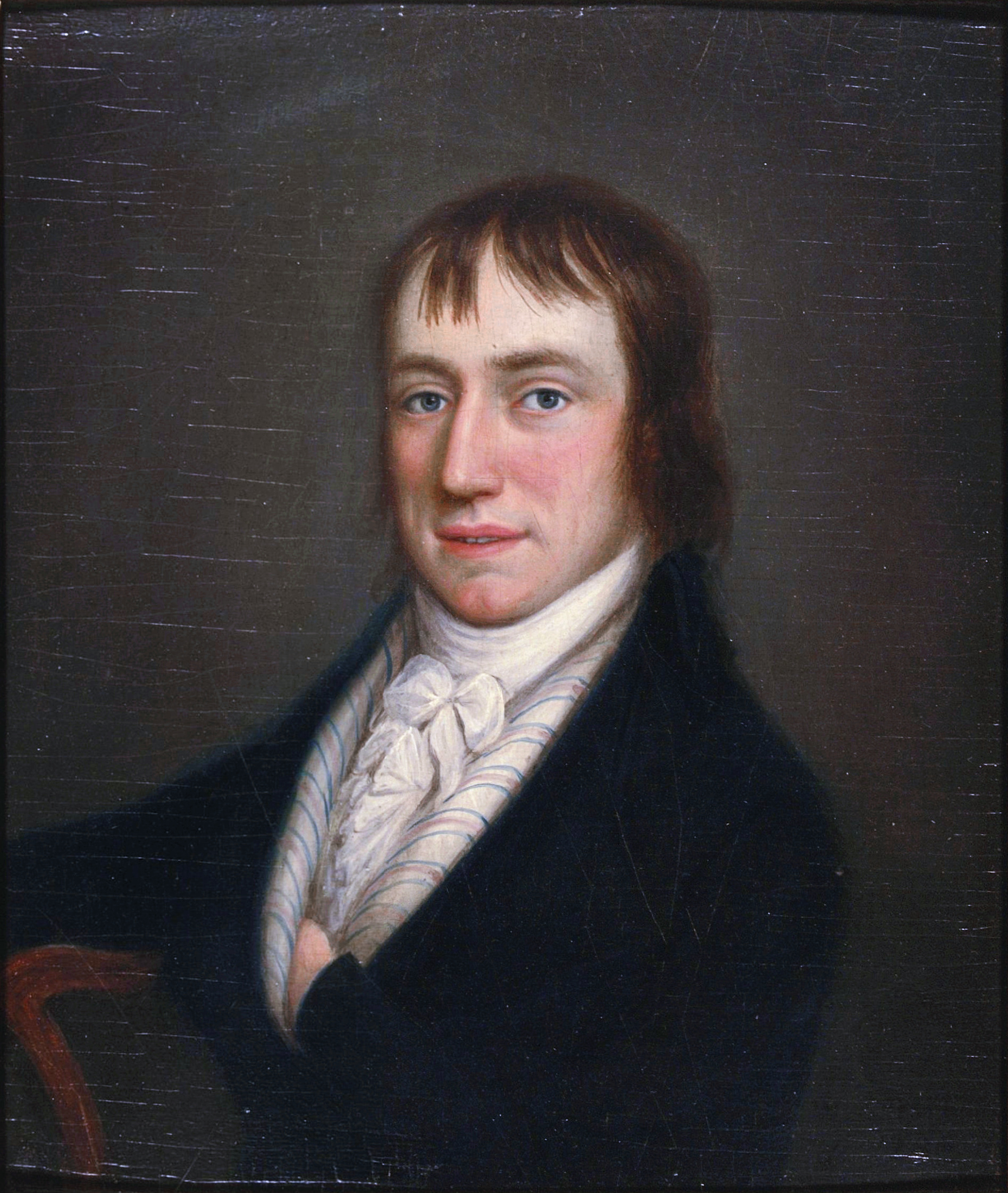
1798년의 워즈워스, <서곡>을 저술할 때 쯤의 초상화.

1793년은 워즈워스의 <An Evening Walk>와 <Descriptive Sketches>로 묶인 첫 시집이 간행된 해이다. 1795년 워즈워스는 레슬리 캘버트로부터 900파운드를 유산으로 받아 시인으로서의 활동을 추구할 수 있게 되었다. 워즈워스가 서머싯에서 사무엘 테일러 콜리지를 만난 해도 바로 1795년이었다. 두 시인은 빠르게 친분을 맺었다. 1797년 워즈워스와 그의 누이 도로시가 2년간 살았었던 도싯의 레이스타운 네더 스토웨이에 위치한 콜리지의 집과 불과 몇 마일밖에 떨어지지 않은 서머싯의 알폭스톤 하우스로 이사를 갔다. 워즈워스와 콜리지는 (도로시의 식견과) 함께 영국 낭만주의 운동의 중요한 작품인 <서정 담시집> (Lyrical Ballads, 1798년)를 창작했다. 이 시집에서 워즈워스나 콜리지는 그 둘 중 누구의 이름도 작가의 이름으로 내세우지 않았다. 워즈워스의 가장 유명한 시, <틴턴 수도원> (Tintern Abby)은 콜리지의 <노수부의 노래>(The Rime of the Ancient Mariner)와 함께 시집에 수록되었다. 재판은 1800년 간행되어 서문과 함께 워즈워스의 이름만을 작가로 실었다. 1802년 간행된 다음 판본에서는 많은 것들이 증보되었다. 이 판본의 서문에는, 몇 학자들이 낭만주의 문예 이론의 중심 작품이라 평하는, 워즈워스가 18세기 운문의 시적인 어조를 피하며 “사람들에 의해 실제로 쓰여지는” 일상 언어에 바탕을 둔, 그가 [직접] 본 것을 새로운 유형의 운문의 요소로서 논한 글이 실려있다. 이 판본에서 워즈워스는 “강렬한 느낌들이 자연스레 넘치는 것, 이것[시]는 자신의 유래를 평안속에서 회상된 감정에서부터 취한”다고 시에 대한 그의 유명한 정의를 말하며, 시집 속 그의 시들은 “실험적”이라 칭한다. 서정 담시집의 네 번째이자 마지막 판은 1805년 간행되었다.

### 더 보더러즈
1795년과 1797년 사이에 워즈워스는 그의 유일한 희곡인 헨리 3세 시대를 다룬 운문 비극으로 북부 경계지방의 잉글랜드인이 스코틀랜드 유랑민들과 충돌하는 내용의 더 보더러즈(The Borderers)를 저술한다. 워즈워스는 1797년 11월에 극장 상영을 하고자 하였으나 “이 연극이 성공리에 상영되는 것은 불가능하다”고 단언한 코벤트 가든 극장(Covent Garden Theatre) 운영인 토머스 해리스(Thomas Harris)에게 거절당한다. 워즈워스는 퇴짜맞은 걸 가볍게 받아들이지 않았고 이 희곡은 1842년 근본적으로 개작하기 전까지는 출간되지 않는다.

### 독일과 호수 지역으로의 이사
워즈워스, 도로시, 콜리지는 1798년 가을에 독일로 여행을 떠난다. 콜리지는 여행에서 지적 자극을 받았으나 워즈워스는 여행을 하며 향수병을 느꼈다. 1798년부터 1799년의 매우 추웠던 겨울에 워즈워스는 도로시와 함께 고슬라르 (Goslar)에서 살았으며 극심한 스트레스와 외로움이 있었으나 훗날 <서곡>이라고 이름 붙인 자전적인 작품을 창작하기 시작한다. 워즈워스는 고슬라르에서 <루시 시편>(The Lucy poems)를 포함한 다른 유명한 시들을 썼다.
1799년 가을, 워즈워스와 그의 누이는 영국으로 돌아와 소크번(Sockburn)에 있는 허치슨 가家를 만났다. 콜리지가 영국으로 돌아오자 콜리지는 그와 워즈워스의 출판인인 조세프 코틀(Joseph Cottle)과 함께 워즈워스와 만나러 북부로 갔으며 계획했던 호수 지역의 구경을 했다. 이 방문은 워즈워스 남매가 가까운 곳의 또 다른 시인, 로버트 사우디와 호수지역의 그라스미어(Grasmere)에 있는 도브 커티지 (Dove Cottage)에 정착하게 된 원인이 되었다. 워즈워스, 콜리지와 사우디는 ”호수 시인”으로 알려지게 된다. 이 시기에 쓰인 워즈워스의 많은 시들은 죽음, 인내, 이별과 고뇌라는 주제를 담고있다.

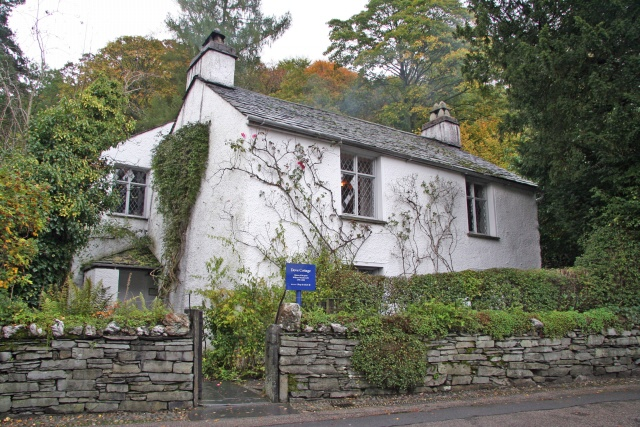
도브 커티지 (그라스미어) – 1799년부터 1808년까지 윌리엄과 도로시 워즈워스의 집이었으며 1809년부터 1820년까지 드 퀸시의 집이었다.

### 결혼과 자녀
1802년, 로우더가의 후계자인 초대 론즈데일 백작 윌리엄 로우더는 워즈워스의 아버지에게 빚진 4,000 파운드를 지불했다. 이 돈은 워즈워스가 결혼하는데에 경제적인 능력을 주었다. 아네트와 관계를 정리하기 위해 누이 도로시와 함께 프랑스로 갔던 이후, 10월 4일 워즈워스는 그의 어릴적 친구 메리 허친슨과 결혼한다. 도로시는 오빠 부부와 계속 같이 살았으며, 메리와 친해졌다. 다음 해 메리는 다섯 자녀-그 중 세 명은 그녀와 윌리엄보다 먼저 사망-중 첫 자식을 보았다.
- 존 워즈워스 (1803년 6월 18일 - 1875년) 총 4차례 결혼. Isabella Curwen (1848년 사망)과 여섯 자녀 : 제인, 헨리, 윌리엄, 존, 찰스, 에드워드. Helen Ross (1854년 사망)과는 자식 없음. Mary Ann Dolan (1858년 이후 사망)과는 딸 도라 (1858년 출생) 하나. Mary Gamble과는 자식 없음.
- 도라 워즈워스 (1804년 8월 16일 - 1847년 7월 9일) Edward Quillinan과 1841년 결혼
- 토머스 워즈워스 (1806년 6월 15일 - 1812년 12월 1일)
- 케서린 워즈워스 (1808년 9월 6일 – 1812년 6월 4일)
- 윌리엄 “윌리” 워즈워스 (1810년 5월 12일 - 1883년) Fanny Graham과 결혼 후 자녀 4명. Mary Louisa, William, Reginald, Gordon

### 자전적 작품과 두 권의 시
워즈워스는 그가 은둔자(The Recluse)라고 부르고자 한 삼부작의 긴 철학적인 시를 쓰기 위해 몇년간 계획하고 있었다. 1798년부터 1799년 워즈워스는 “콜리지에게 바치는 시” (poem to Coleridge)라고 언급했으며 은둔자라 칭한 거대한 작품의 부록이 되었을 자전적 시 창작을 시작했다. 1804년 그는 이 자전적 작품을 증보하여 부록으로 하기보다는 프롤로그로 만들기로 결정했다.
워즈워스는 1805년 지금은 흔히들 서곡이라고 부르는 작품의 첫 판을 완성했으나 은둔자들 전체를 완성하기 전까지 이 개인적인 작품을 간행하기를 거절했다. 그의 동생인 존의 죽음도 1805년에 있었는데, 그에게 심히 영향을 미쳤고 아마 이 작품들에 있어서 그의 결정에도 영향을 주었을 것이다.
서곡과 <틴턴 수도원에서 몇 마일 떨어진 곳에서 쓰인 구절>같은 다른 시에서 보여지는 워즈워스의 [콜리지를 향한] 철학적인 의존은 학자들간 비평적 논의의 한 주제가 되고있다. 아마 워즈워스가 콜리지에게 철학적으로 영향을 심히 받았을 것이라고 오랫동안 여겨져왔으나, 최근들어 학자들은 워즈워스의 사상과 주제가 1790년 중반 콜리지와 친해지기 전에 형성되었을 수도 있다며 주장한다.
특히, 1792년 혁명기 파리에 있을 당시, 22살의 워즈워스는 인도의 마드라즈에서 걸어서 페르시아와 아라비아를 거쳐 아프리카와 유럽으로, 신생국 미국으로 30년간을 방랑한 여행자 존 “워킹” 스튜어트 (1747 - 1822)와 교류를 했는데, 이 교류 시기 중 스튜어트는 워즈워스의 여러 철학적인 소견들이 크게 영향을 받았다고 볼 수 있는, 많은 분량의 독자적인 유물론 철학 저서인 자연의 종말 The Apocalypse of Nature (런던, 1791년)를 편찬했다.
1807년 워즈워스는 Ode : Intimations of Immortality from Recollections of Early Childhood가 수록된 <두 권의 시>Poems in Two Volumes을 출판했다. 이 시기 워즈워스는 서정 담시집으로만 알려져 있었으며, 새 시집이 그의 명성을 굳건히 해주기를 바랬지만 반응은 냉담했다.
1810년 워즈워스와 콜리지는 콜리지의 아편 중독으로 관계가 서먹해져 있었고 1812년에는 워즈워스의 아들 토마스가 6살로 요절, 6개월 후 3살 캐서린도 사망했다. 뒤이은 해에 그는 워스트모얼랜드의 우표 배급인이 되었고, 1년 400파운드의 봉급은 그를 경제적으로 안정되게 만들었다.

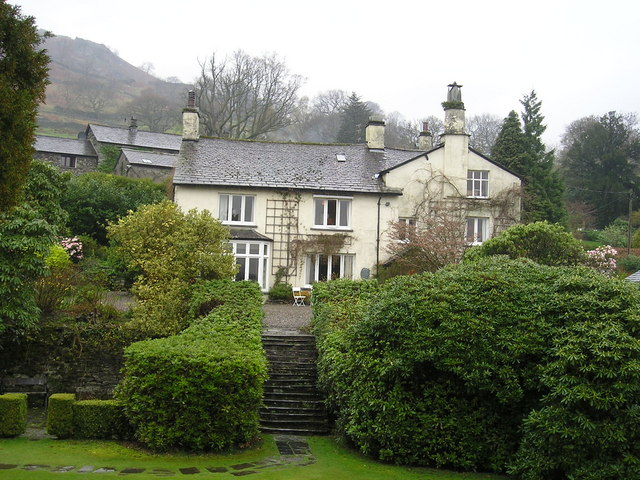
라이델 마운트-1813년부터 1850년끼지의 워즈워스의 저택.

1813년 워즈워스 가족은 앰블사이드(Ambleside)의 라이델 마운트(Rydal Mount) (그라스미어와 라이델 워터 사이) 이사갔고, 그곳에서 죽을 때까지 살았다.

### 계획서
1814년 워즈워스는 유람The Excursion을 방랑자 삼부작의 2부로서 출판하였는데, 그는 1부나 3부를 한번도 완성한 적이 없었다. 하지만 그는 방랑자의 전체 작품의 의도와 구조를 세우고자 시 계획서Prospectus를 썼다. 계획서에는 인간 심리와 자연간의 관계에 관한 워즈워스의 가장 유명한 구절 몇 개가 실려있다.
                      ... my voice proclaims

How exquisitely the individual Mind

(And the progressive powers perhaps no less

Of the whole species) to the external World

Is fitted:—and how exquisitely, too—

Theme this but little heard of among Men,

The external World is fitted to the Mind;

And the creation (by no lower name

Can it be called) which they with blended might

Accomplish ...

현대의 몇몇 학자들은 1810년대 중반쯤 워즈워스의 작품이 쇠퇴하기 시작했다고 말하는데, 아마 그의 초기 시에서 특징되는 것들 대다수가 (상실, 죽음, 인내, 이별, 단념) 그의 글과 삶에서 해결되었기 때문이다. 1820년, 워즈워스는 동시대 비평가들이 그의 초기작을 재조명하는 동시에 큰 성공을 만끽하고 있었다.
1823년 그의 친구이자 화가였던 윌리엄 그린(William Green)의 죽음을 계기로 워즈워스는 콜리지와의 나빠진 관계를 개선하기 시작했다. 1828년 둘은 라인란트에 같이 여행갔을 때 완전히 화해했다. 도로시는 1829년 그녀의 나머지 인생을 단념하게 할 정도의 심각한 병에 시달렸다. 콜리지와 찰스 램 둘 다 1834년에 사망했고, 그들의 부재는 워즈워스에게 심각한 정신적 타격이 되었다. 다음 해에는 제임스 호그(James Hogg)가 사망했다. 많은 동시대인의 죽음 가운데서도 워즈워스 시의 인기는 그가 상실한 이들을 대체한 젊은 친구들과 추종자들의 동향을 확고히 했다.

### 종교적 믿음
워즈워스의 젊은 정치적 급진주의는 콜리지와는 다르게 한번도 그가 받은 종교적인 가르침에 반하여 반항하게 하지 않았다. 그는 1812년 그가 국교회 설립을 위해 피를 흘릴 각오가 되어있다며 말했었고 1822년 Ecclesiastical Sketches에서도 말한다.
워즈워스의 이같은 종교적 보수주의는 19세기에 극히 유명세를 탄 장시 The Excursion (1814)에서 역시 빛을 바란다. 이 시에는 세 주인공들, 방랑자, 프랑스 혁명에서 희망과 비참을 경험했던 은둔자, 나머지 1/3의 주인공 목사가 등장한다.

### 계관시인직과 다른 영광들
워즈워스는 그의 말년에 각별한 존재로 남게 되었다. 1837년 스코틀랜드 출신 시인이자 극작가 조애나 베일리(Joanna Baillie)는 워즈워스와의 긴 교제를 회고했다. “그는 말하기에 알맞은 것이 있지 않는 한 절대 대화해서는 안되는 이처럼 생겼다. 하지만 그도 가끔은 쾌활하고 좋게 대화를 나누는 편이다. 그리고 누군가 그가 얼마나 친절하고 좋은지 알게 된다면, 그를 매우 만족시킬 것이다.”라고.
1838년 워즈워스는 더럼 대학교로부터 민법 명예박사 학위를 받았다고 뒤이은 1839년 존 케블John Leble이 그를 “인문의 시인”이라 칭송하던 때에-워즈워스는 이 찬사에 감동받았다-그는 옥스퍼드 대학교에서 같은 명예학위를 받았다.(워즈워스가 케블의 엄청 유명하던 기도시집인 <예수의 해>(1827년)에 영향을 많이 주었는가는 아직도 논쟁 대상이다.) 1848년 정부는 그에게 Civil List pension으로 매년 300파운드를 주었다.
1843년 로버트 사우디의 죽음 이후 워즈워스는 계관 시인이 되었다. 그는 처음에 자신의 나이가 너무 많다며 영광을 거절했으나 총리 로버트 필이 “당신은 아무것도 요구받지 않을 것”이라 보증하자 받아드렸다. 워즈워스는 고로 어떠한 공식 시를 쓰지 않은 유일한 계관 시인이 되었다.
1847년 42세의 그의 딸 도라의 갑작스런 죽음은 늙은 시인에게 우울을 받아들이기 힘들게끔 했고, 그는 새로운 내용을 쓰는 것을 완전히 포기했다.

### 죽음

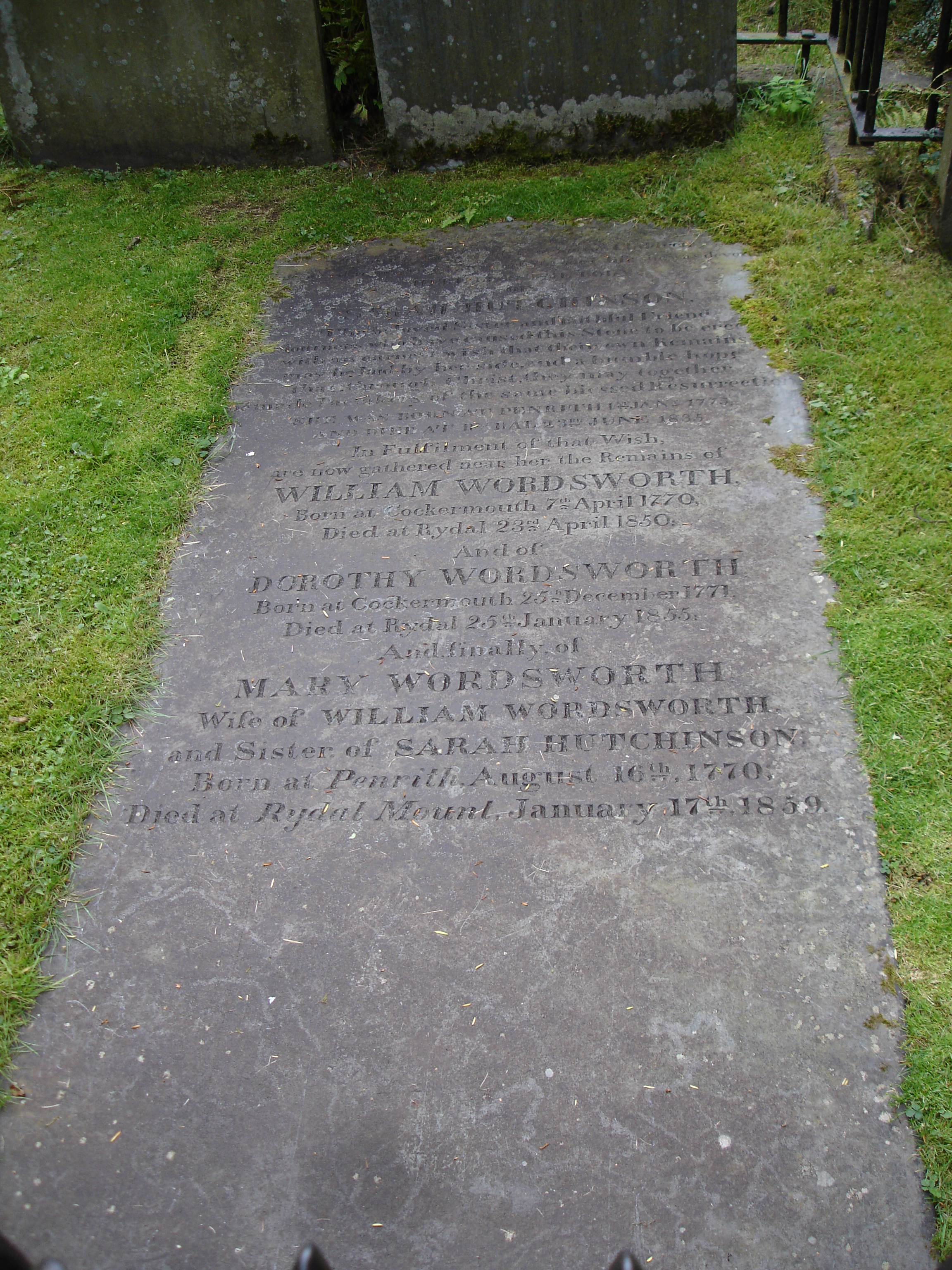
윌리엄 워즈워스의 묘석, 그라스미어, 컴브리아

윌리엄 워즈워스는 1850년 4월 23일 흉막염의 악화로 자신의 저택 라이델 마운트(Rydel Mount)에서 사망했으며 그라스미어의 성 오즈왈드 교회(St Oswald’s Church)에 묻혔다. 미망인이 된 메리는 남편의 사망 몇 달 후 그의 길고 자전적인 “ 콜리지에게의 시”를 <서곡>으로 출간했다. 그 시대에 많은 관심을 받는데에는 실패했으나, 훗날 워즈워스의 걸작으로 널리 인정받게된다.

## 작품
- 《서정 담시집》, Lyrical Ballads, with a Few Other Poems (1798)
  - "Simon Lee"
  - "We are Seven"
  - "Lines Written in Early Spring"
  - "Expostulation and Reply"
  - "The Tables Turned"
  - "The Thorn"
  - "Lines Composed A Few Miles above Tintern Abbey"
- 《서정 담시집》, Lyrical Ballads, with Other Poems (1800)
  - Preface to the Lyrical Ballads
  - "Strange fits of passion have I known"[32]
  - "She Dwelt among the Untrodden Ways"[32]
  - "Three years she grew"[32]
  - "A Slumber Did my Spirit Seal"[32]
  - "I travelled among unknown men"[32]
  - "Lucy Gray"
  - "The Two April Mornings"
  - "The Solitary Reaper"
  - "Nutting"
  - "The Ruined Cottage"
  - "Michael"
  - "The Kitten At Play"
- 《시집》, Poems, in Two Volumes (1807)
  - "Resolution and Independence"
  - "I Wandered Lonely as a Cloud" Also known as "Daffodils"
  - "My Heart Leaps Up"
  - "Ode: Intimations of Immortality"
  - "Ode to Duty"
  - "The Solitary Reaper"
  - "Elegiac Stanzas"
  - "Composed upon Westminster Bridge, September 3, 1802"
  - "London, 1802"
  - "The World Is Too Much with Us"
- 《"프랑스 혁명"》 (1810)[33]
- 《호수 안내서》 (1810)
- "To the Cuckoo"
- 《소풍》, The Excursion (1814)
- 《라오다미아》 (1815, 1845)
- The White Doe of Rylstone (1815)
- 《피터 벨》 (1819)
- Ecclesiastical Sonnets (1822)
- 《서곡》, The Prelude (1850)

### 한국어 역본
- 무지개, 유종호 역, 민음사, 1974.4, 9788937418211
- 하늘의 무지개를 볼 때마다, 유종호 역, 민음사, 2017.4, 9788937475214
- 워즈워스 시선, 윤준 역, 지식을만드는지식, 2014.3, 9791130412153
- 묘비명 글쓰기, 김명복 역, 동인, 2009.12, 9788955064261
- 서곡, 박병희 역, 울산대학교출판부, 2013.11, 9788978683265
- 서곡, 김숭희 역, 문학과지성사, 2009.12, 9788932020211

## 같이 보기
- 영문학
- 영국 문학
- 낭만주의
- 계관시인
- 호수시인